# 세계 물의 날

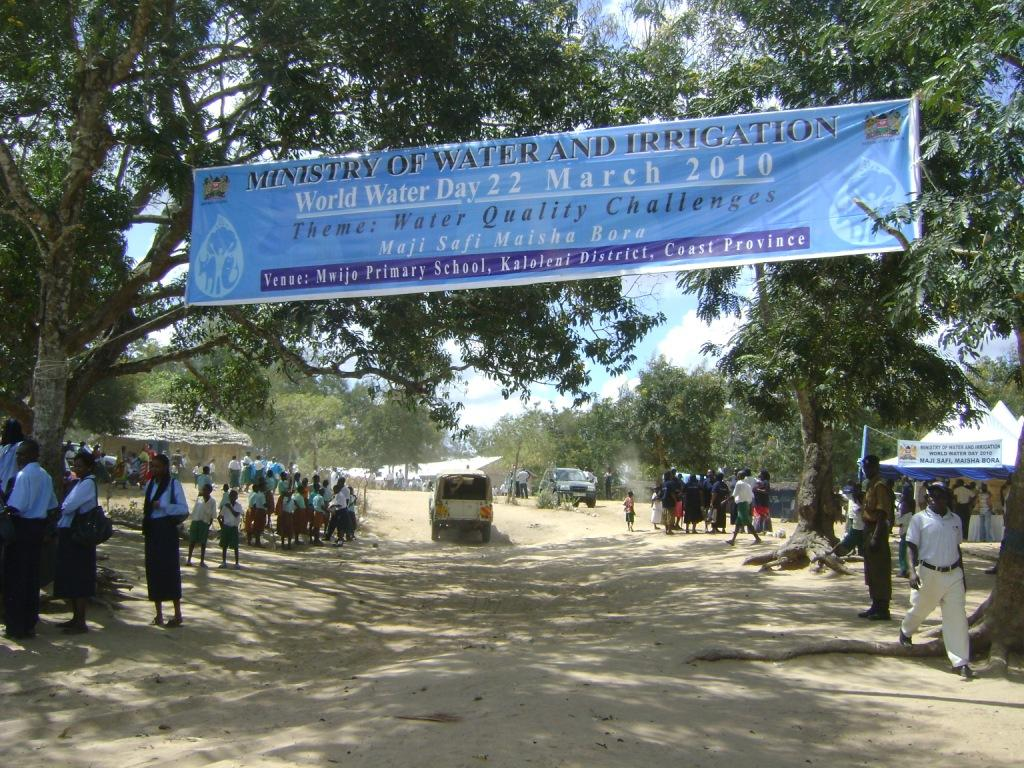
세계 물의 날 행사 (2010년 3월 22일)

세계 물의 날(영어: World Water Day)은 매년 3월 22일이며, 인구와 경제활동의 증가로 인하여 수질이 오염되고 전 세계적으로 먹는 물이 부족해지자, 물의 소중함을 되새기고 경각심을 일깨우기 위하여 유엔(UN)이  정한 날이다. 1992년 유엔 총회에서 선포된후 다음해인 1993년부터 관련행사를 해오고 있다.
세계 물 위원회(World Water Council)는 1997년부터 매 3년마다 '세계 물의 날' 주간에 '세계 물포럼'(World Water Forum)을 개최하고 있다. 또한 세계 여러나라에서는 정부기관과 민간업체들이 이날 다양한 행사를 진행하고 있다. 대한민국의 환경부는 1995년이래 매년 '세계 물의 날 기념식'을 개최하고 있으며 각 지자체, 관련단체, 업체들도 도심과 하천정화 작업을 비롯하여 다양한 캠패인과 행사를 진행하고 있다.

## 개요

### 역사
인구가 늘어나고 경제활동이 증가함에 따라 많은 국가에서 물 부족 현상이 나타났다. 이에 국제연합(UN)에서는 1967년 세계물평화회의, 1972년 국제연합 인간환경회의, 1977년 국제연합 수자원회의를 개최하였다. 또 1981년에는 '국제 식수공급과 위생에 대한 10년 계획'을 수립하는 등 국제사회는 물 문제를 해결하기 위하여 노력하였다.
1992년 6월, 브라질 리우데자네이루에서 개최된 리우 회의(국제연합 환경개발회의)의 '의제 21'18장(수자원의 질과 공급 보호)에서 '세계 물의 날' 제정의 필요성을 국제연합에 제안하였다. 유엔(UN)은 이 권고를 받아들여 1992년 11월에 열린 제47차 국제연합총회에서 '세계 물의 날 준수 결의안'을 채택하였다. 이 결의안에 따라 매년 3월 22일을 '세계 물의 날'로 제정, 선포하였고 1993년부터 기념하고 있다.

### 제정 취지
인류의 무분별한 개발로 인하여 환경이 파괴되고 주변 강이나 바다가 오염됨으로써 먹을 수 있는 물이 점차 줄어들고 있다. 이를 해결하기 위하여 국제적으로 협력하여 물 관련 문제의 심각성을 인식하고 수자원을 보호하며 이를 개선하자는 취지에서 제정되었다. 세계 물의 날을 통하여 식수 공급과 관련된 문제의 인식, 수자원의 보존과 식수 공급의 중요성에 대한 인식의 증대, 정부·국제기구·비정부기구 및 민간 부문의 참여와 협력을 증진 시키고자 노력하고 있다.

## 관련 행사

### 국가별 행사
국제연합의 다양한 기관들은 이 날 세계적인 활동의 촉진과 조정을 이끌고 있다. 국제연합 가입국들은 세계 물 자원에 대한 구체적인 활동을 권고하는 유엔의 프로그램에 따라 대중매체를 이용한 교육 프로그램, 물 절약 캠페인, 하천 정화운동, 학생을 대상으로 한 홍보 등을 하고 있다. 또한 유엔 가입국들과, 깨끗한 물을 지속적으로 이용할 수 있는 거주 환경을 조성하기 위해 활동하는 비정부 기구(NGO)들은 이 날을 세계적인 물 문제에 대한 대중들의 관심을 이끌어 내는 기간으로 보낸다.

### 세계 물 포럼
1997년부터 매 3년마다 세계 물 위원회(World Water Council)는 '세계 물의 날' 주간에 수천 명이 참가하는 세계 물 포럼(World Water Forum)을 개최하고 있다. 참가 기관들과 비정부 기구들은 '안전한 식수를 이용하지 못하는 수십억 명의 사람들', '안전한 식수를 이용하기 위한 가정 내 성별 별 역할'과 같은 주제에 집중한다. 현재까지 2003년, 2006년, 2009년 세 차례에 걸쳐 세계 물 개발 보고서(World Water Development Report)가 '세계 물의 날'에 발간되었다.

### 한국
한국은 1990년부터 7월 1일을 '물의 날'로 정하여 행사를 개최해왔는데, UN에서 '세계 물의 날' 행사에 동참할 것을 요청해 오자 1995년부터 3월 22일로 '물의 날'을 변경하였다. 또한 제7차 세계물포럼 회의를 유치하여 2015년 4월에 경북 대구와 경주에서 개최하였다. 대회개최를 앞두고 한국 수자원 공사에서는 경북 안동에 '세계 물포럼 기념센터'를 건립하였는데, 폐막이후에는 물의 소중함을 지속적으로 알리는 교육센터와 지역주민의 문화 공간으로 활용하고 있다. 환경부는 1995년이래 매년 세계 물의 날 기념식을 개최하고 있으며 각 지자체, 관련단체, 업체들도 도심과 하천정화 작업 기타 다양한 캠패인과 행사를 진행하고 있다.

## 물 부족 국가
'국제인구행동단체(PAI)'는 세계 각국의 연간 1인당 가용한 재생성 가능 수자원량을 산정하여 이를 발표하고 있다. 이 단체에서는 강우 유출량을 인구수로 나누어 1인당 물 사용 가능량이 매년 천톤 미만은 물 기근 국가, 천톤 이상에서 1700톤 미만은 물 부족 국가, 1700톤 이상은 물 풍요 국가로 분류한다. 이 연구소의 분석 자료에 따르면, 한국의 경우 2007년도에 1,452톤으로 물 부족 국가로 분류하였다. 또 지부티·쿠웨이트·몰타·바레인·바베이도스·싱가포르 등 19개국이 물 기근 국가로, 리비아·모로코·이집트·오만·키프로스·남아프리카공화국·폴란드·벨기에·아이티 등이 물 부족국가로 발표하였다.
그러나, 이 단체가 사설 연구소이며 인구증가에 따른 물 부족 현상을 경계하기 위하여 국토면적과 인구밀도, 강우량만 반영하였을 뿐으로 수도 보급률이나 수질, 물 이용 효율, 운영기술 등은 반영되지 않은 단순한 지표를 기준삼았다는 비판이 존재하기도 한다. 2006년 세계물포럼에서 발표한 각국의 물 빈곤지수(WPI；Water Poverty Index)에 따르면, 한국은 147개국 가운데 43위로 물 사정이 비교적 양호한 편에 속하며, UN이 2012년 발표한 물부족 국가 지도에 따르면 한국은 '물 부족이 아닌 국가'에 해당한다.

## 같이 보기
- 세계 물 포럼
- 세계 화장실의 날